# كربوكسي بنسلين

كاربينيسيلين

تيكارسيلين

البيتا لاكتاماز العمود الفقري

كربوكسي بنسلين عبارة عن مضاد حيوي، من زمرة البنسلينات المضادة للزوائف. والمضادات مواد عضوية تنتجها العضويات الدقيقة أو تصنع تركيبيا، وتملك القدرة على قتل أو إيقاف نمو الجراثيم وغيرها من العضويات الدقيقة بالتراكيز المنخفضة تكون المضادات أكثر فاعلية لدى المرضى ذوي الاجهزة المناعية السليمة.

## التركيب الكيميائي
يضم الكربوكسي بنسلين الذي تمثل فيه البيتا لاكتاماز العمود الفقري لجميع البنسلينات ولكن أيضا تحتوي على الأحماض الكربوكسيلية أو إستر حمض كربوكسيلي تكون المجموعة متغير السلسلة الجانبية

## صفاته
- واسعة الطيف.
- حساسة للحمض، يجب إعطاؤها حقناً.
- حساسة للبيتا لاكتاماز.

## الاستعمال الطبي
يفيد ضد الزوائف والمتقلبات ويتم تويفه عادةً مع الجنتاميسين لتأجيل خطر المقاومة عند البكتيريا وللحصول على تأثيرات تآزرية.
الكاربنسلين Carbenicillin فعال تجاه كثير من العضويات الدقيقة مثل مستدميات النزلية، والنيسيريات السحائية، والنيسيرات البنية، والسلمونيلا، والكلوستريديا، والشعيات وغيرها لايمتص هذا الدواء بصورة كافية من السبيل المعدي المعوي جرعة البالغين 30غ/اليوم مقسمة على ست دفعات وريديا جرعة الأطفال

## الأعراض الجانبية للكربوكسي بنسلين
هذه هي المضاعفات التي قد تحدث أثناء تناول هذا الدواء، مع العلم أن الآثار الجانبية التي يسببها تختلف بين الأفراد عند تناول الكربوكسي بنسلين سجلت حلات من:
- الحساسية (1-5٪) على وجه الخصوص: شرى، وذمة وعائية، فرط الحمضات، حمى، ألم مفصلي

اضطرابات في الجهاز الهضمي مثل الغثيان والقيء وإسهال.

## المركبات
1. كاربينيسيلين
2. كارينداسيلين
3. تيكارسيلين
4. تيموسيلين